# Rudbeckia mollis
Rudbeckia mollis là một loài thực vật có hoa trong họ Cúc. Loài này được Elliott miêu tả khoa học đầu tiên năm 1824.